# Танака, Хидэюки
Хидэюки Танака (яп. 田中 秀幸 Танака Хидэюки) — сэйю. Родился 12 ноября 1950 года в Токио.

## Значительные роли
- Донкихот Дофламинго в «One Piece»
- Rayearth в «Magic Knight Rayearth» (телесериал)
- Диктор в «Magic Knight Rayearth» (OVA)
- Сараи Кагэнума в «Get Backers»
- Слэйн в «Lodoss to Senki»
- Фудзитака Киномото в «Cardcaptor Sakura»
- Энрико Максвел в «Хеллсинг: Война с нечистью»
- Асура-о в «RG Veda»
- Юсаку Кудо в «Detective Conan»
- Джонатан Инграм в «Policenauts»
- Клавис в «Angelique»
- Хэл Эммерич в «Metal Gear Solid»
- Омегамон в «Digimon»
- Ди в «D: Жажда крови»
- Муфу в «Ninja Scroll: The Series»
- Рок Линн в «Crest of the Stars»
- Бес Джордан в «Space Runaway Ideon»
- Вуди Малдэн в «Mobile Suit Gundam»
- Дзин Удзуки в «Xenosaga»
- Эйтаро Кайт в «Kiteretsu Daihyakka»
- Сэйитиро Аоки в «X»
- Вольфганг Гриммер в «Monster».
- Нэш Трингам в «Стальной алхимик».
- Фалько в «Hokuto no Ken».